# Homo ridens
Der Begriff Homo ridens (lateinisch lachender Mensch) geht zurück auf eine Formulierung des griechischen Philosophen und Denkers Aristoteles, welcher das Lachen für eine spezifische Eigenschaft (proprium) des Menschen hält. Mehrere Autoren haben diese seither zu einem der Homo-Epitheta avancierte Formulierung aufgegriffen.
In mittelalterlichen Debatten wird fortwährend als exemplarisches Beispiel für essentielle Definition und akzidentelle Definition oder Spezifikation von Propria bzw. Essential- und Nominaldefinition eben das des Menschen in diesem Sinne gebraucht. So etwa Thomas von Aquin im Kommentar zur aristotelischen zweiten Analytik. Die buridanischen Quaestiones in Analytica Posteriora diskutieren viele logisch-semantischen Einzelprobleme anhand der Prädikation „homo est animal risibile“. Oder Guy de Chauliac erklärt: Die Wesensdefinition des Menschen ist „vernunftbegabtes Lebewesen“, die akzidentelle Definition ist „zum Lachen begabtes Lebewesen“. Auch Leibniz verwendet das dem Menschen eigentümliche Vermögen als Beispiel für einen Fehlschluss von „alles Lachende ist menschlich“ auf „alles Menschliche ist lachend“.
Rabelais nennt in einem Vers ebenfalls das Lachen als ein proprium des Menschen. Diese Wendung wird vielfach als typisch für die Einstellung der Renaissance zu Humor, Komik und Lachen gewertet und hat zahlreiche zeitnahe Vorläufer.
Johan Huizinga, der eine vielzitierte Darstellung des Menschen als spielendem Wesen (homo ludens) vorgelegt hatte, formulierte:

„... daß gerade die rein physiologische Verrichtung des Lachens ausschließlich dem Menschen eigentümlich ist, während er die sinnvolle Funktion des Spielens mit den Tieren gemein hat. Das aristotelische homo ridens bezeichnet den Menschen im Gegensatz zum Tier fast noch reiner als das homo sapiens.“

Auch Helmut Plessner widmete dem Thema eine Abhandlung: Lachen und Weinen von 1941. Er sieht darin zwei dem Menschen eigentümliche Ausdrucksformen.
Konrad Lorenz schließt sich dieser Auffassung u. a. Plessners an und sieht darin einen affektiven Gegenpol zur klassischen Bestimmung des Menschen als Vernunftwesen.
Der Philosoph G. B. Milner hat eine Theorie unter dem Fokus des lachenden Menschen entwickelt, also mit Bezug auf die Fähigkeit des Menschen, Humor zu entwickeln, zu lachen und auf diesem Wege z. B. Adrenalin und Noradrenalin, Freude, Erleichterung und Belustigung zu empfinden und dadurch soziale Kontakte entstehen zu lassen und zu fördern.